# Adinarthrella brunnea
Adinarthrella brunnea är en nattsländeart som beskrevs av Martin E. Mosely 1941. Adinarthrella brunnea ingår i släktet Adinarthrella och familjen kantrörsnattsländor. Inga underarter finns listade i Catalogue of Life.